# Кожухув
Кожухув (пол. Kożuchów, нем. Freystadt)  —  город  в Польше, входит в Любушское воеводство,  Новосольский повят.  Имеет статус городско-сельской гмины. Занимает площадь 5,95 км². Население на 2005 год — 9865 человек.
В Кожухуве частично сохранились средневековая городская стена и бастея.

## История
19 июля 1832 года здесь родился будущий военный министр Пруссии Юлий фон Верди дю Вернуа.

## Галерея

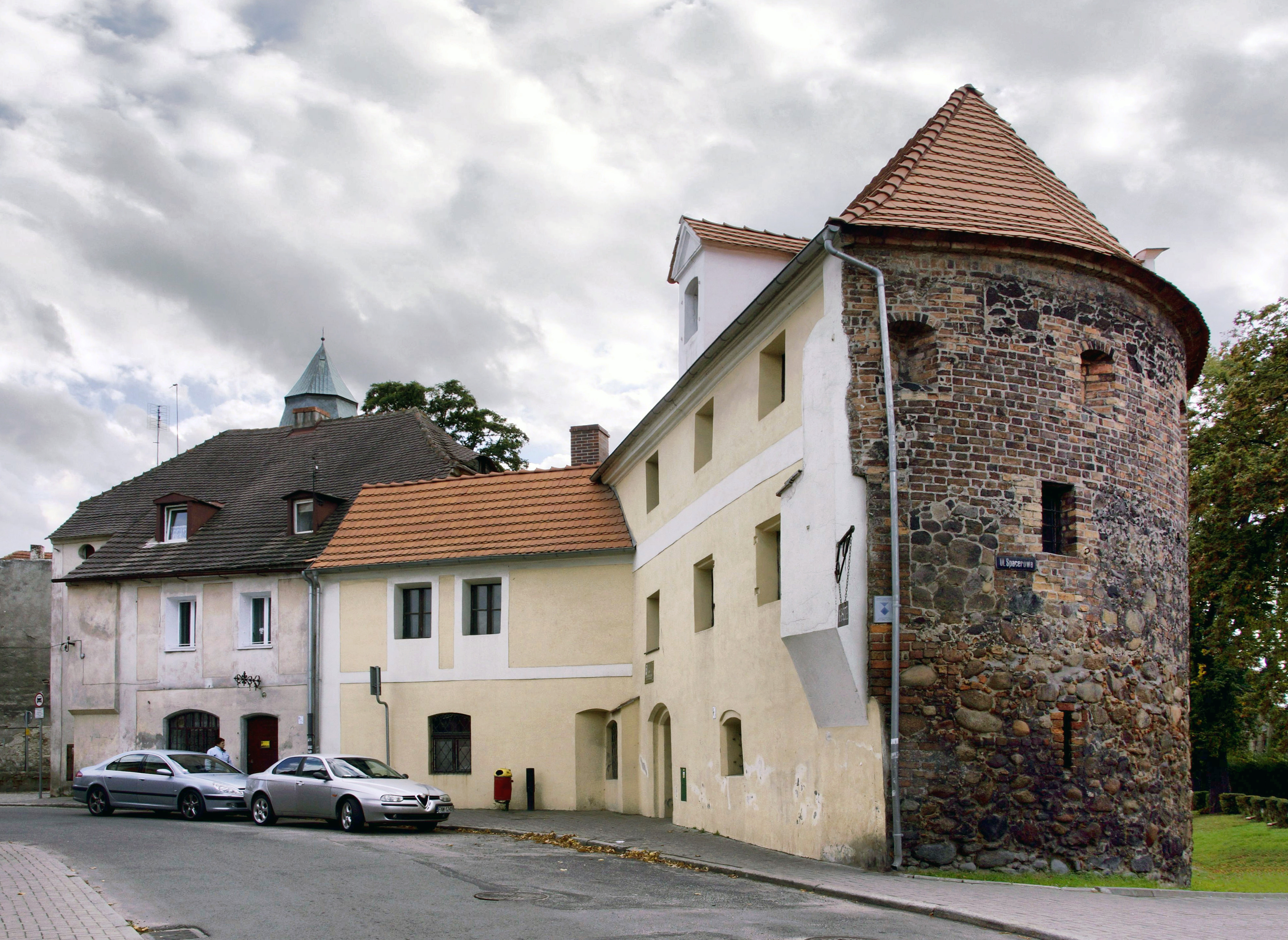
Дома и круглая башня, 13 век
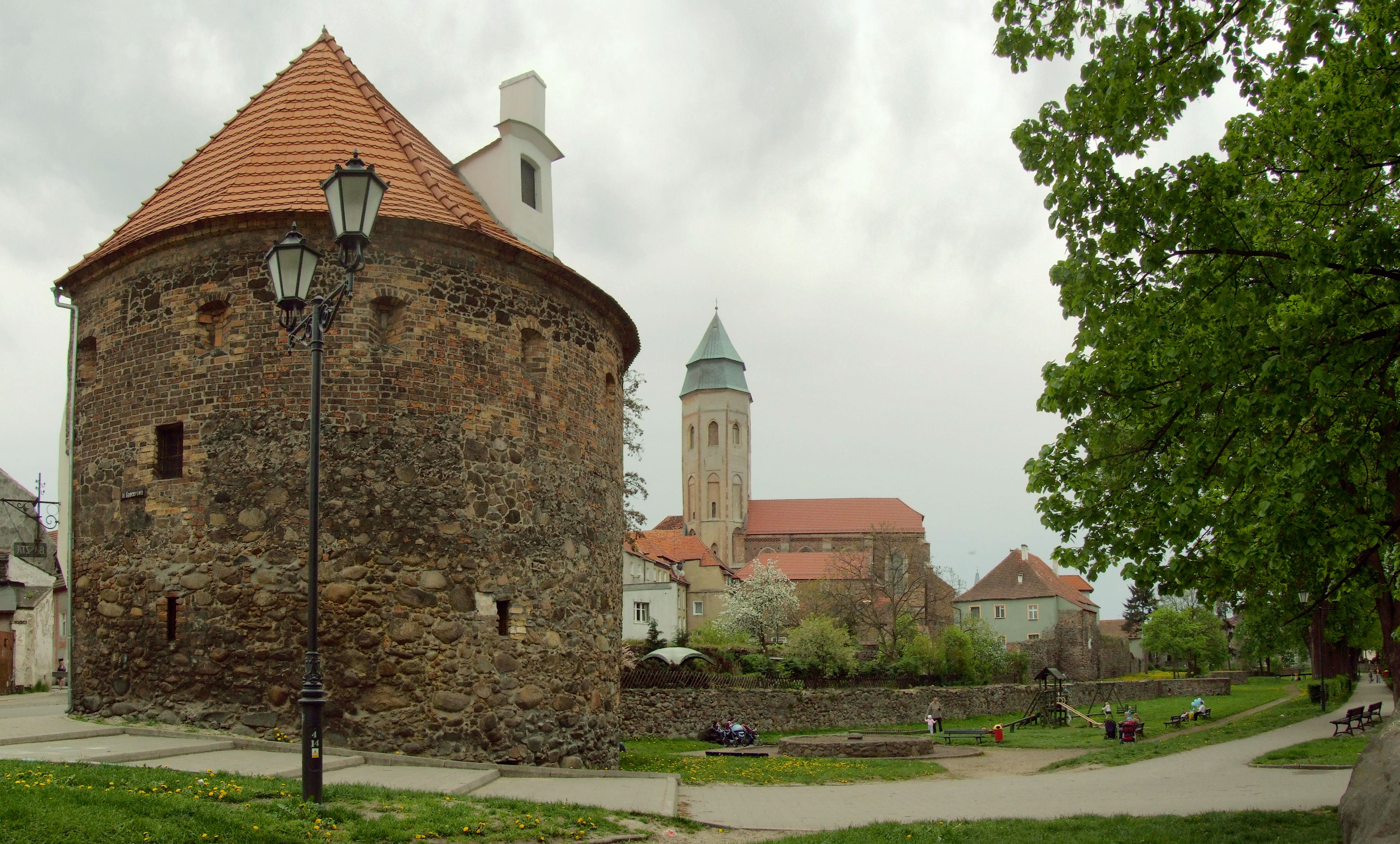
Средневековая башня
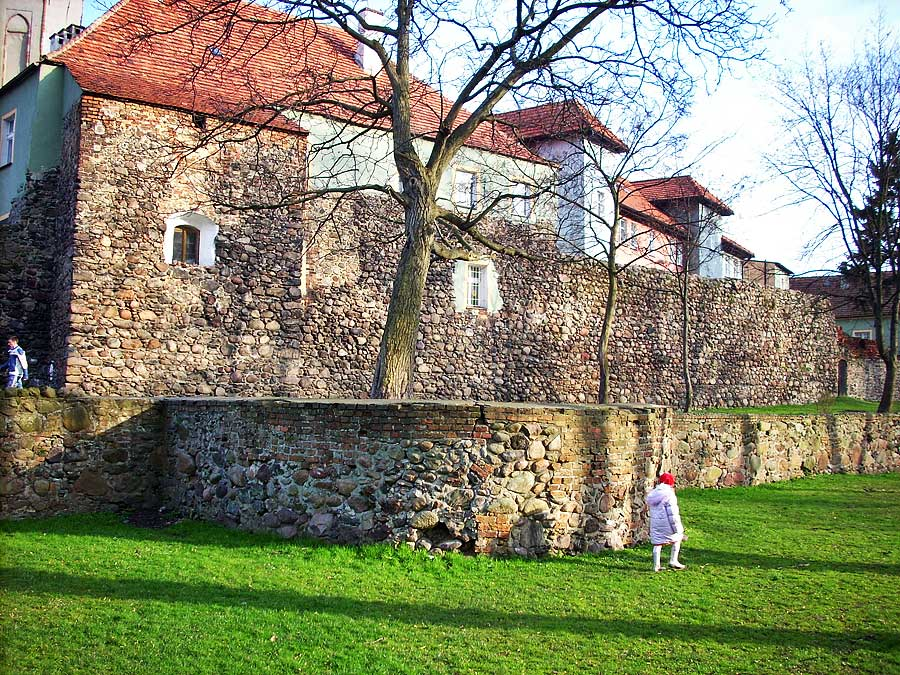
Старые городские стены
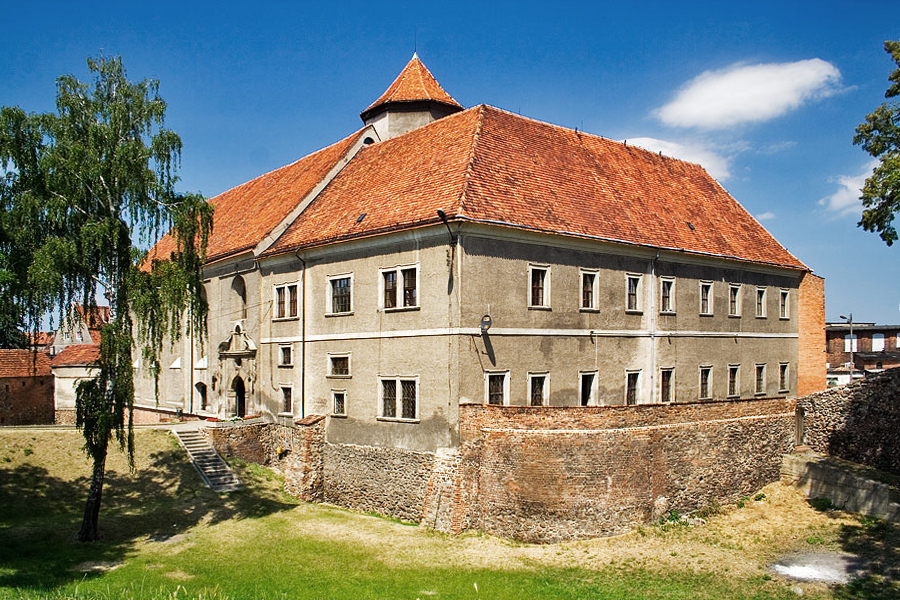
Бывший герцогский замок
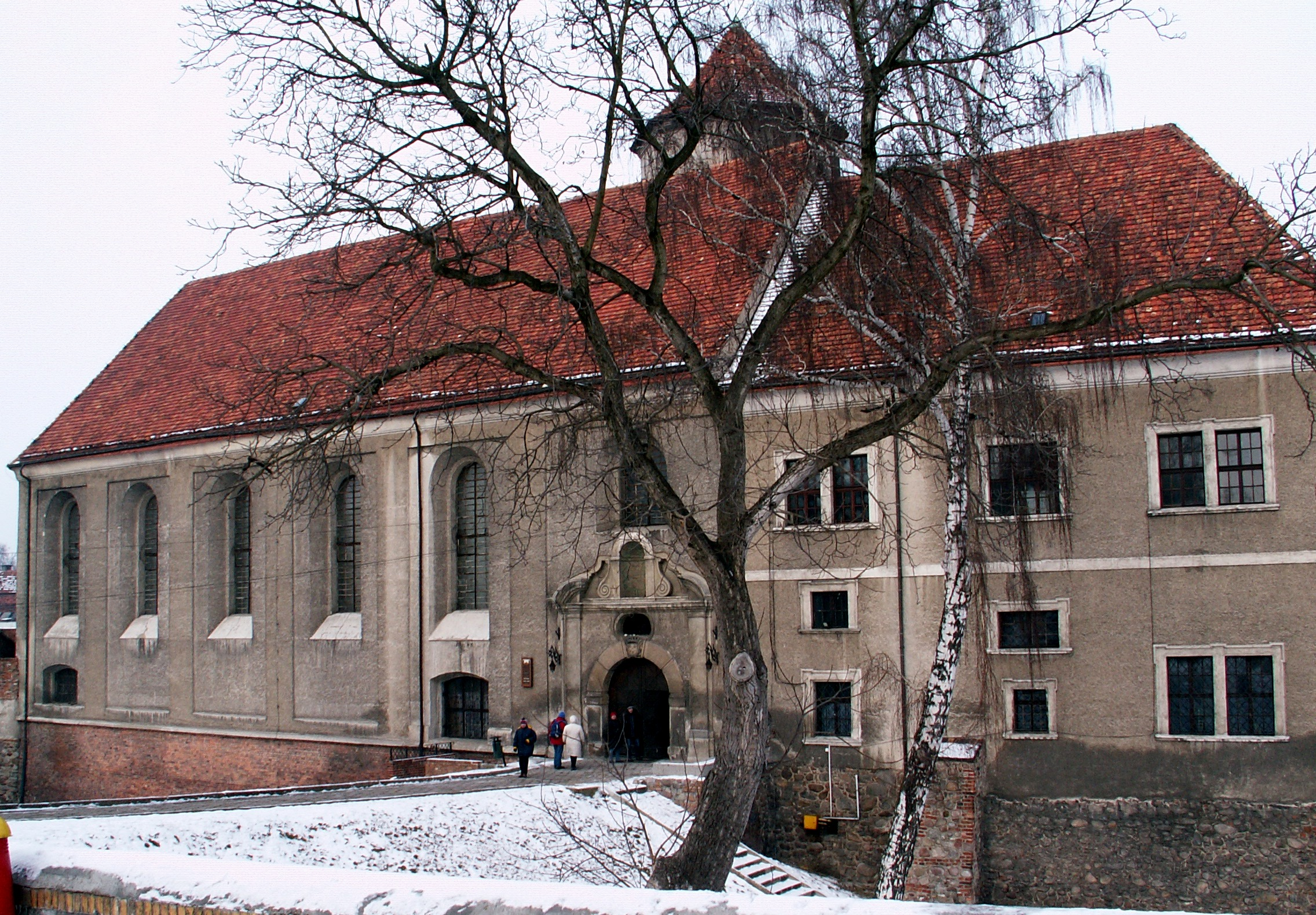
Замок
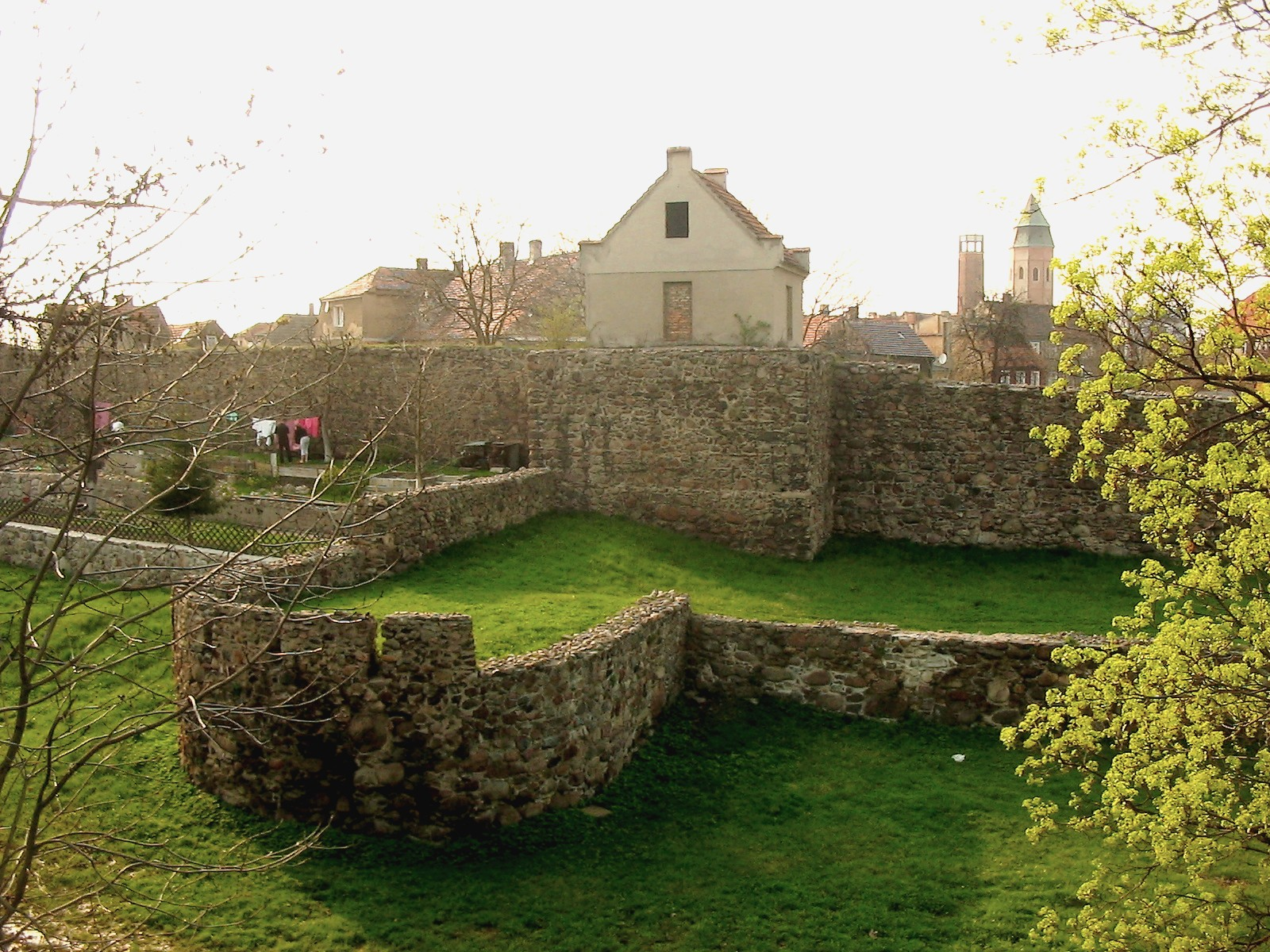
Фрагмент старой стены
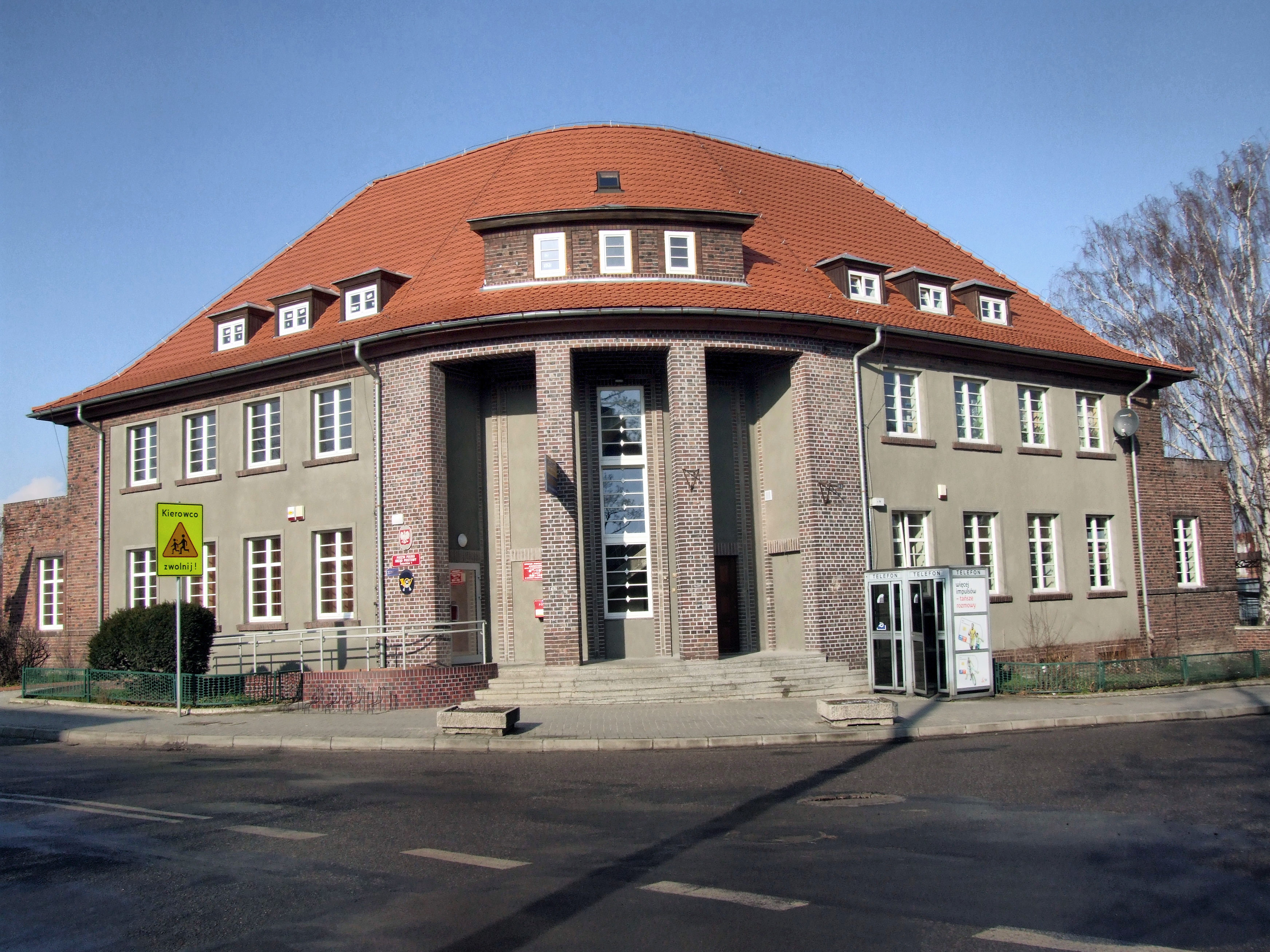
Почта
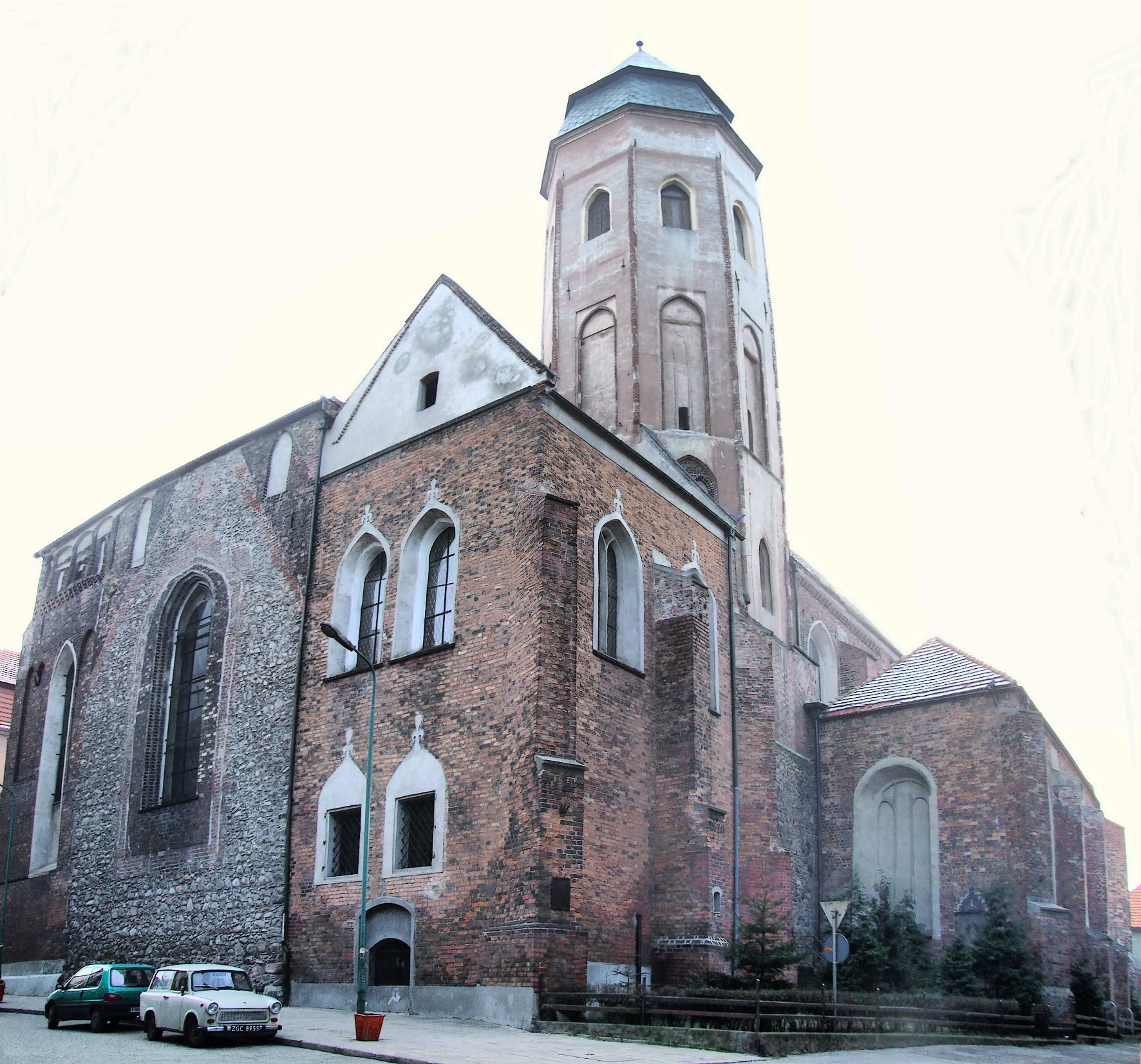
Церковь Св. Марии
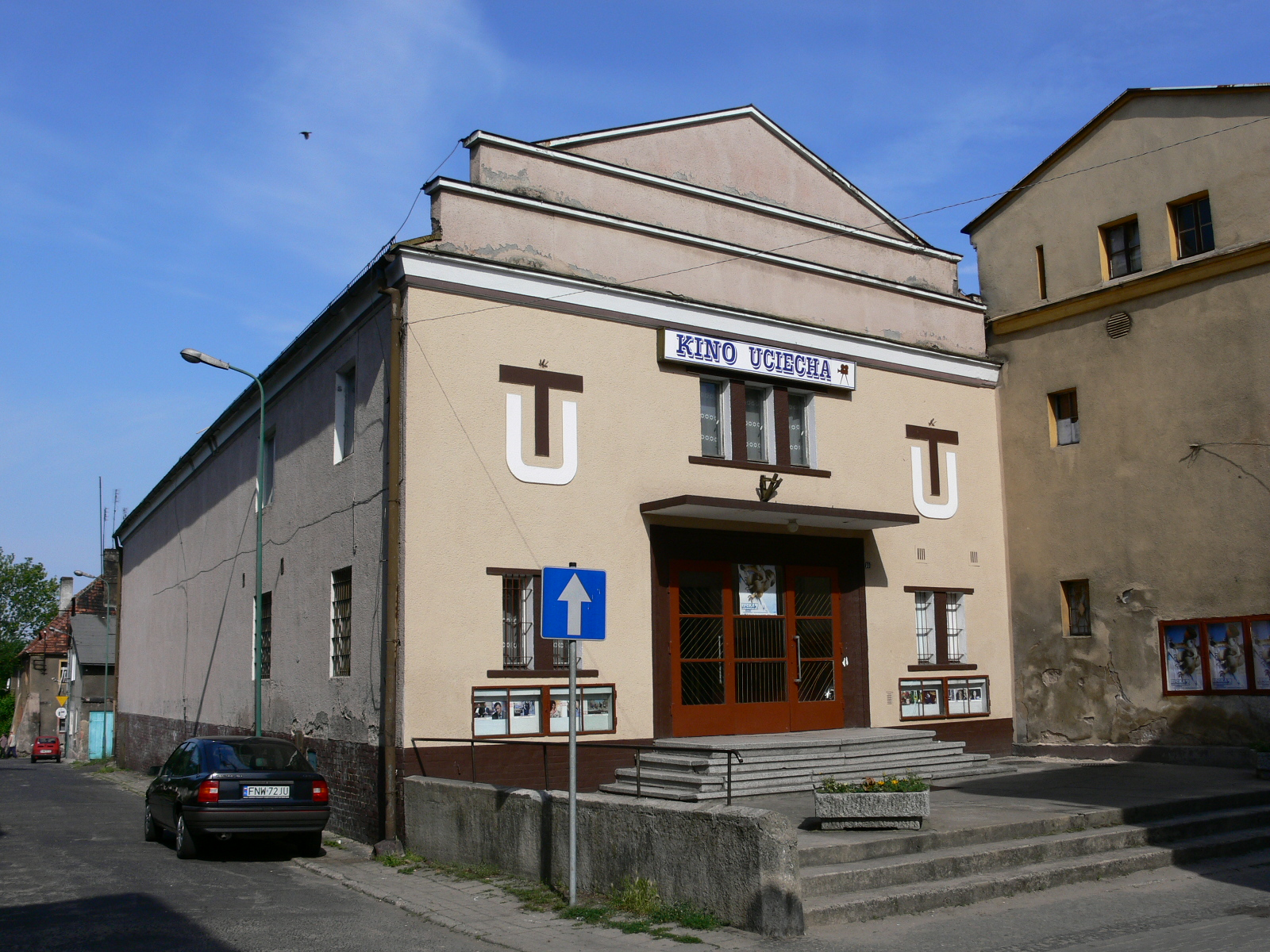
Старый дом
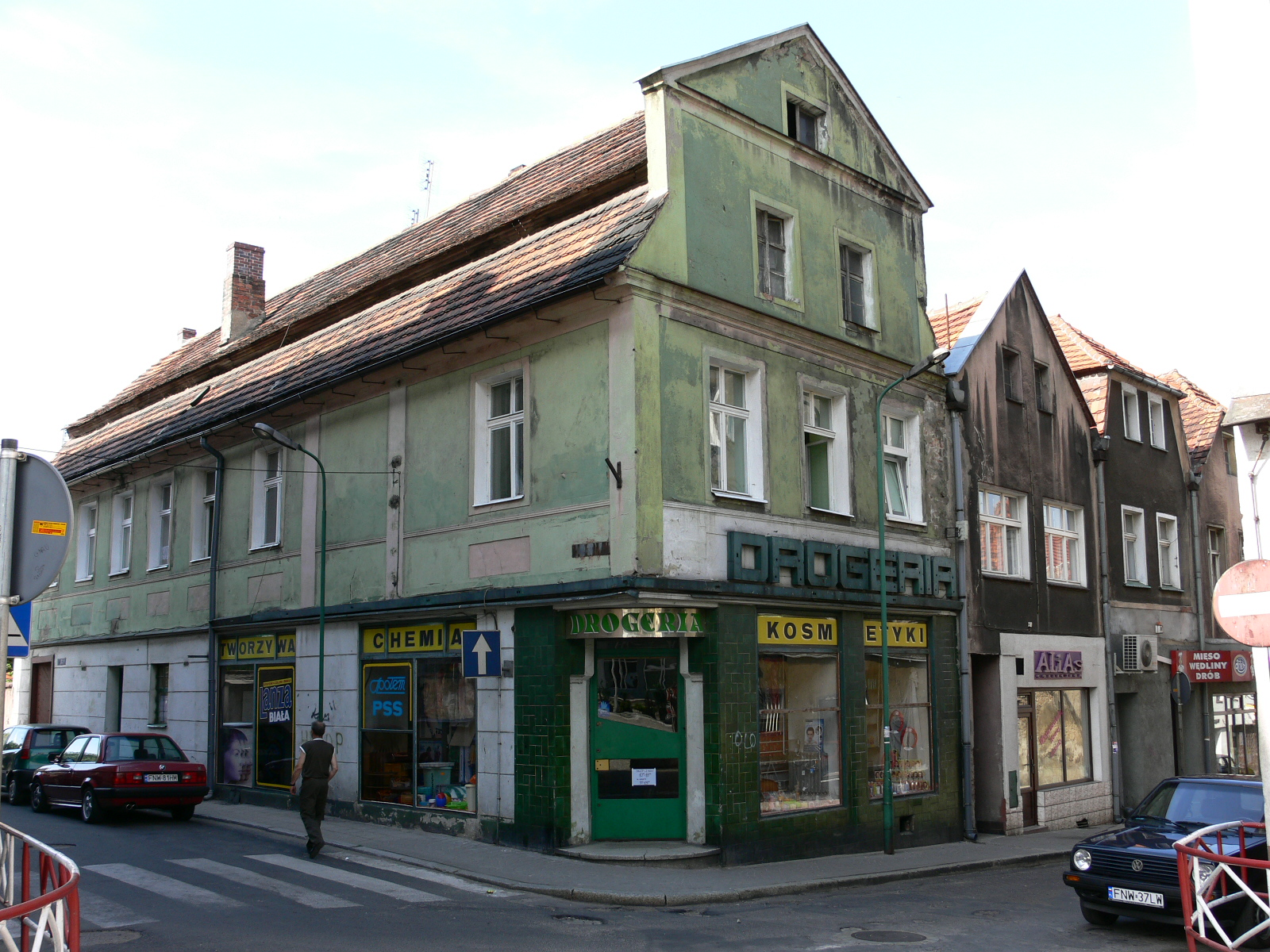
Старый дом
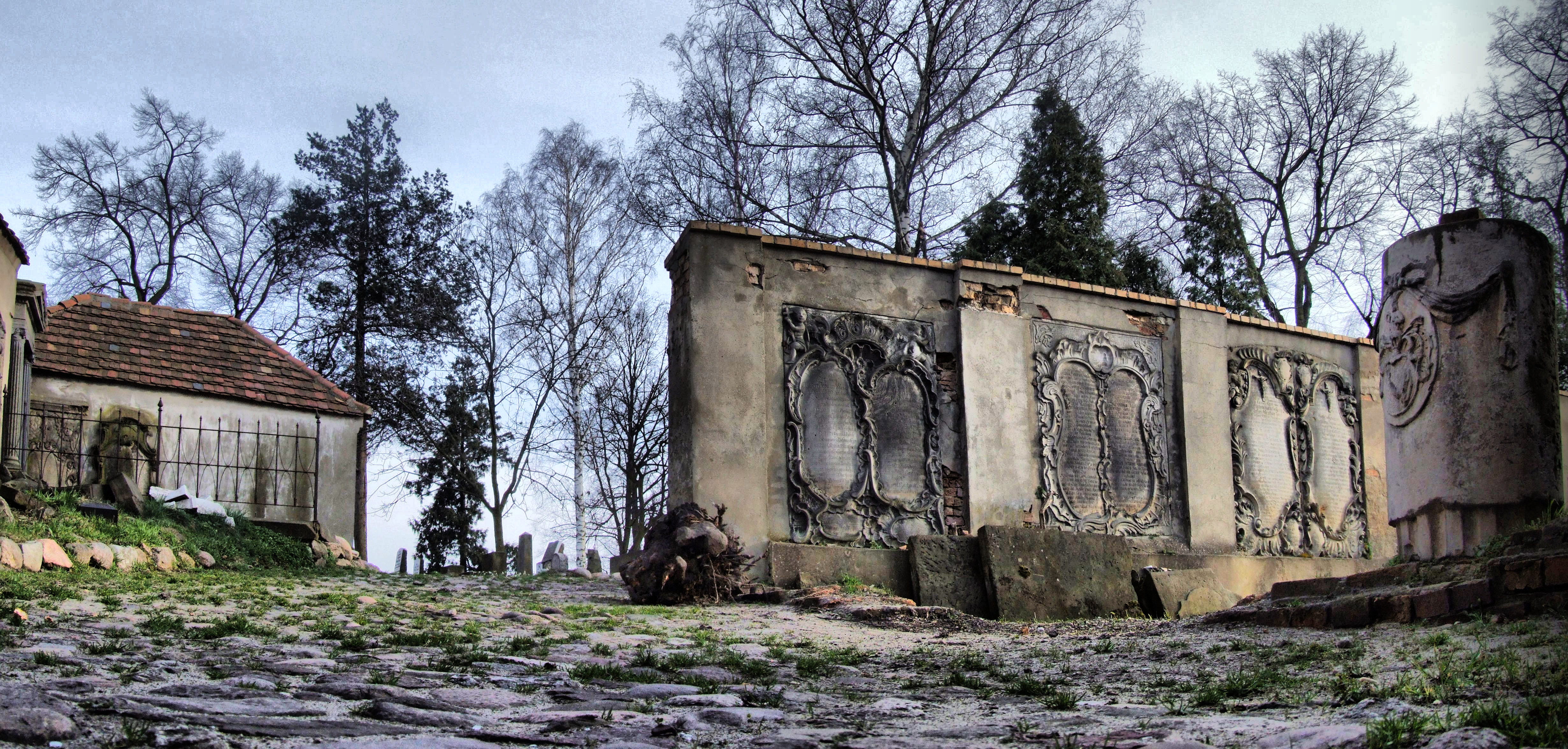
Останки бывшей лютеранской кирхи